# والت دیزنی ایتالیا
والت دیزنی ایتالیا (انگلیسی: The Walt Disney Company Italy) شرکت سرگرمی ایتالیایی است، که در سال ۱۹۳۸ توسط شرکت والت دیزنی تأسیس شد.